# Conservatorism
Conservatorismul este o ideologie politică și socială ce promovează instituțiile și practicile sociale tradiționale în contextul culturii și civilizației. Printre principalele elemente ale conservatorismului se numără tradiția, ierarhia și autoritatea și dreptul la proprietate. Conservatorii caută să conserve o gamă de instituții precum monarhia, religia, administrația parlamentară și dreptul la proprietate, având obiectivul de a evidenția stabilitatea și continuitatea socială în timp ce elemente mai extreme precum reacționarii se opun modernismului și caută să se întoarcă „lucrurile așa cum sunt”.
Avându-și originea în celebrul dicton al lui Lucius Cary, al II-lea Viconte Falkland: „Atunci când nu este necesar să schimbi ceva, este necesar să nu schimbi nimic”, conservatorismul a fost fundamentat ca doctrină politică de către gânditorul Edmund Burke.
Termenul a fost utilizat pentru prima dată în context politic în 1818 de către François-René de Chateaubriand în timpul perioadei Restaurației Bourbonilor, ce a căutat să elimine politicile Revoluției Franceze. Pe plan istoric, asociat cu dreapta politică, termenul a fost folosit pe parcurs pentru a descrie o gamă largă de viziuni. Nu există un singur set de politici văzute drept conservatoare deoarece sensul conservatorismului depinde de ceea ce este considerat tradițional într-un loc și timp dat. Așadar, conservatorii din diferite părți ale lumii—fiecare susținând propriile tradiții—pot să nu fie de acord în privința mai multor chestiuni. Edmund Burke, politician din secolul 18 care s-a opus Revoluției Franceze, dar a susținut Revoluția Americană, este considerat unul dintre principalii teoreticieni ai conservatorismului britanic din anii 1790.
Potrivit lui Quintin Hogg, președinte al Partidului Conservator britanic în 1959: „Conservatorismul nu este atât o filozofie cât o atitudine, o forță constantă, ce îndeplinește o funcție fără sfârșit de dezvoltare a unei societăți libere și corespunde unei necesități adânci și permanente a naturii umane însăși.”
În societățile moderne, conservatorismul este unul dintre cele trei așa-numite ideologii de bază: liberalismul, socialismul și conservatorismul. Ar trebui distins de obscurantism, de dorința de a inversa ostilitatea față de inovații, precum și de tradiționalism. Conservatorismul modern (neo-conservatorismul) este uneori chiar mai flexibil și mai agil decât alte mișcări politice. 

## Originile ideologiei
Conservatorismul din Anglia, denumit în continuare  torism  (filozofie politică), a apărut în timpul Perioadei Restaurației (monarhiei britanice) (1660-1688). Se baza pe o ierarhizare oamenilor într-o societate condusă de un monarh cu putere nelimitată. După Revoluția glorioasă, care își propunea să stabilească o formă constituțională de guvernare și libertatea conștiinței, a avut loc o altă formulare a  torismului.

## Partide conservatoare ale lumii
În funcție de țară, scopul și obiectivele partidelor politice conservatoare diferă. Atât partidele conservatoare cât și cele liberale sunt în favoarea proprietății private, spre deosebire de partidele comuniste, socialiste care susțin proprietatea publică și adoptarea unor legi care necesită responsabilitate socială din partea proprietarilor. Diferențele dintre conservatori și liberali apar în principal pe probleme sociale. Conservatorii nu acceptă comportamente care nu respectă anumite norme sociale. De mult timp partidele conservatoare s-au luptat să restricționeze drepturile de vot pentru non-creștini, femei și reprezentanți ale altor rase. Partidele moderne conservatoare se identifică deseori doar cu opoziția față de partidele liberale și muncitoare. Pentru Statele Unite ale Americii termenul „conservator” are interpretare specifică. 
În Belgia, Danemarca, Islanda, Finlanda, Franța, Grecia, Luxemburg, Olanda, Norvegia, Suedia, Elveția și Marea Britanie, partidele conservatoare s-au păstrat până în anii '80. În Australia, Germania, Israel, Italia, Japonia, Malta, Noua Zeelandă, Spania și Statele Unite, nu au existat partide conservatoare, rolul partidelor de dreapta aparținea  creștin-democraților sau  liberalilor. 

### România
Alianța pentru Unirea Românilor este un partid politic fondat  în 2019.
Mai înainte de acesta a fost fundamentat partidul Alternativa Dreaptă, apărut tot în 2019, care este și afiliat la ECR (Conservatorii și Reformiștii Europeni); acest partid are orientare conservatoare autentică, parte împreună cu Fratelli d'Italia/Giorgia Meloni,  VOX/Abascal, Partidul Conservator din Marea Britanie, precum și alte partide conservatoare europene în Parlamentul European.

### Albania
Fondat în 1991, Partidul Democrat al Albaniei a devenit principalul partid după alegerile parlamentare din Albania în 2005. Este observator al  Partidului Popular European și membru cu drepturi depline al Uniunii Democratice Internaționale și al  Internaționalei Centrist-Democrate. Partidul a ajuns la putere în 1992, pentru prima dată în istoria Albaniei democratice.

### Belgia
Înființat în 1945 ca Partidul Popular Creștin, creștin-democrații au dominat politica Belgiei postbelice. În 1999, puterea partidului a slăbit, ajuns pe locul al patrulea.

### Brazilia
Uniunea Democrată Națională a fost ultimul partid conservator din Brazilia sub regim democratic. În 1965, când guvernul militar a venit la putere, partidul a încetat să mai existe. Astăzi, chiar și cu cea mai mică represiune politică, persoane ca  filozoful Olavo de Carvalho încearcă să păstreze valorile conservatoare ale țării.

### Marea Britanie
Potrivit istoricului James Sack, conservatorii englezi celebrează pe Edmund Burke ca tatăl lor intelectual. Burke a fost afiliat la Partidul Whig, care a devenit în cele din urmă Partidul Liberal, dar Partidul Conservator modern este în general crezut că provine din partidul Tory, iar parlamentarii partidului conservator modern sunt numiți în continuare Tories.

### Grecia
Principalul partid conservator interbelic a fost numit Partidul Popular (PP), care a susținut monarhia constituțională și s-a opus Partidului Liberal republican. Atât el, cât și partidul liberal au fost suprimate de Regimul autoritar, arc-conservator și regalist din 4 august al lui Ioannis Metaxas în 1936-1941.

### Danemarca
Fondat în 1915, Partidul Popular Conservator din Danemarca a fost succesorul lui Højre (literal "dreapta"). Partidul conservator a condus coaliția guvernamentală din 1982 până în 1993. Partidul a fost un partener junior în coaliția cu liberalii din 2001 până în 2011.

### Islanda
Fondat în 1924 ca Partidul Conservator, Partidul Independenței din Islanda și-a adoptat actualul nume în 1929 după fuziunea cu Partidul Liberal. De la început, au fost cele mai mari partide câștigătoare, cu o medie de aproximativ 40%. Acestea au combinat liberalismul și conservatorismul, sprijinirea naționalizării infrastructurii și conflictul de clasă opus.

### Statele Unite ale Americii
Fondat în 1854, Partidul Republican este unul dintre cele două mari partide din Statele Unite. Fondat de către activiștii anti-sclavie el a fost destul de popular încă de la început fiindcă se prezenta ca un partid reformator. În 1861, partidul a câștigat Alegerile Prezidențiale, Abraham Lincoln devenind primul președinte al acestui partid.